# Notoscincus
Notoscincus — рід сцинкоподібних ящірок родини сцинкових (Scincidae). Представники цього роду є ендеміками Австралія.

## Види
Рід Notoscincus нараховує 12 видів:
- Notoscincus butleri Storr, 1979
- Notoscincus ornatus (Broom, 1896)

## Етимологія
Наукова назва роду Notoscincus походить від сполучення слів дав.-гр. νοτος — південь і σκιγκος — ящірка, сцинк.